# Porpacella xanthomelas
Porpacella xanthomelas är en insektsart som först beskrevs av Schmidt 1909.  Porpacella xanthomelas ingår i släktet Porpacella och familjen spottstritar. Inga underarter finns listade i Catalogue of Life.